# デンマーク郷土防衛隊

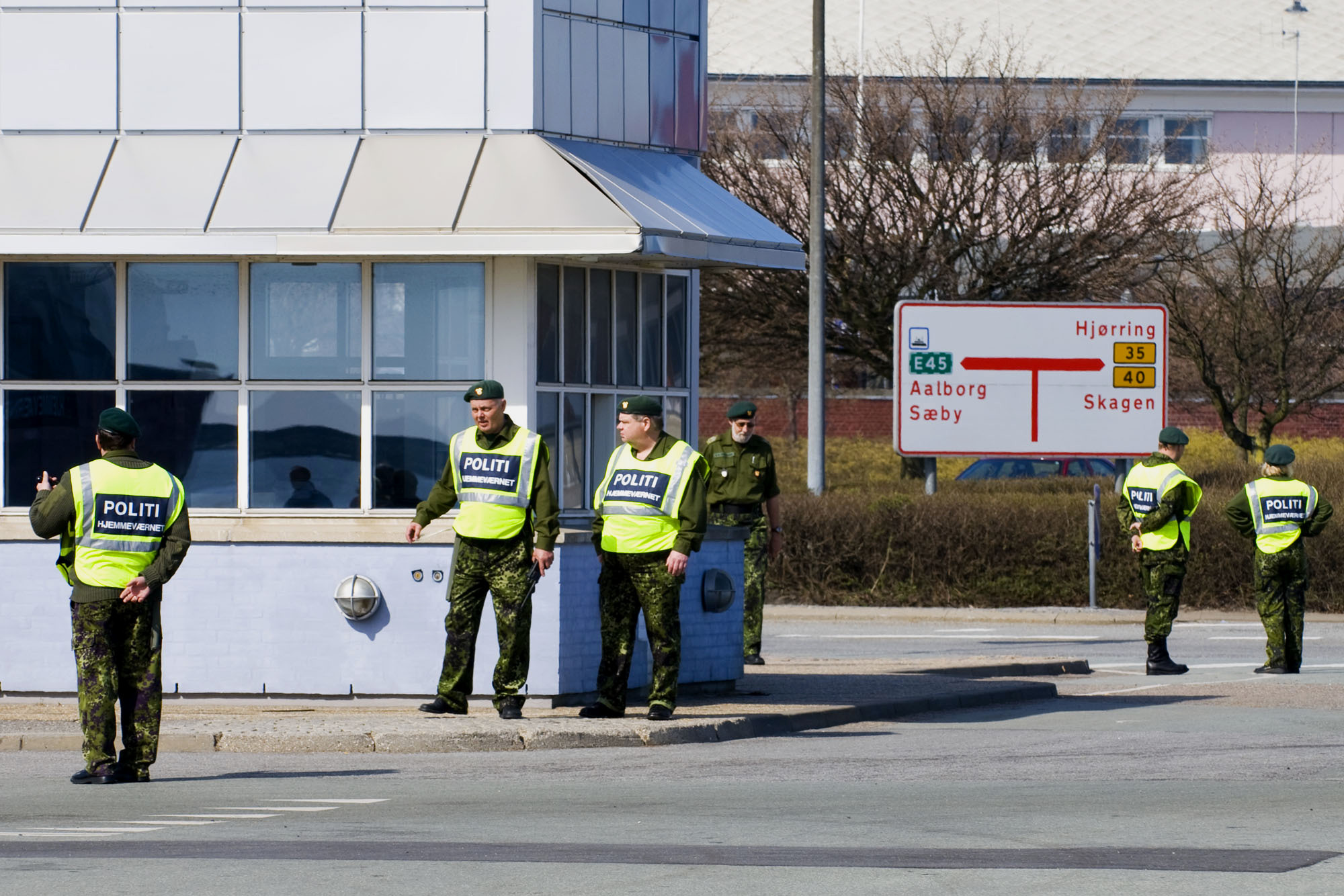
交通整理を行う警察郷土防衛隊

デンマーク郷土防衛隊（デンマークきょうどぼうえいたい、デンマーク語：Hjemmeværnet）は、デンマーク王国における軍事組織（デンマーク陸軍、デンマーク海軍、デンマーク空軍、デンマーク郷土防衛隊）の一つである。デンマークにおける第4の軍としての性格を持つ。平時は三軍を指揮する国防軍司令部（デ：Forsvarskommandoen）の傘下にはなく、国防軍司令部と同格で国防大臣の傘下にある。有事において、国防軍司令部の指揮下に置かれる。18歳以上の市民からの志願者で構成されている。2009年時点での人員数は陸軍郷土防衛隊が約40,800人、海軍郷土防衛隊が約4,500人、空軍郷土防衛隊が約5,300人、社会基盤郷土防衛隊が約2,900人となっている。

## 歴史
デンマークは第二次世界大戦中にドイツに国土を占領され、レジスタンス運動を行っていた経験を有している。終戦直後の1945年6月には、郷土防衛組織設立の要求が起こり、1949年にデンマーク郷土防衛隊が設立された。組織の設立にあたっては、レジスタンス活動がデンマーク政府から独立して活動していたことが影響しており、国防省の傘下にあるものの三軍とは別個の組織となった。冷戦期において、郷土防衛隊は、軍を補佐し、侵略軍を撃退するための組織として構成されていた。冷戦終結後は、組織のあり方が見直され、2004年からは災害対応部隊としての任務も重視されるようになった。

## 組織
主要組織は以下の4つ
- 陸軍郷土防衛隊（Hærhjemmeværnet） - デンマーク陸軍の支援。国内を5つの管区に分けている。47個の警察郷土防衛中隊も含まれる。
- 海軍郷土防衛隊（Marinehjemmeværnet） - 沿海域の監視および捜索救難。海域を東西の2つの管区に分けている。
- 空軍郷土防衛隊（Flyverhjemmeværnet） - 航空設備の維持および対空監視。国内を2つの管区に分けている。
- 社会基盤郷土防衛隊（Virksomhedshjemmeværnet） - 電力、上下水道、鉄道、郵便、通信技術者で構成されている。